# 毛爾通瓦沙爾

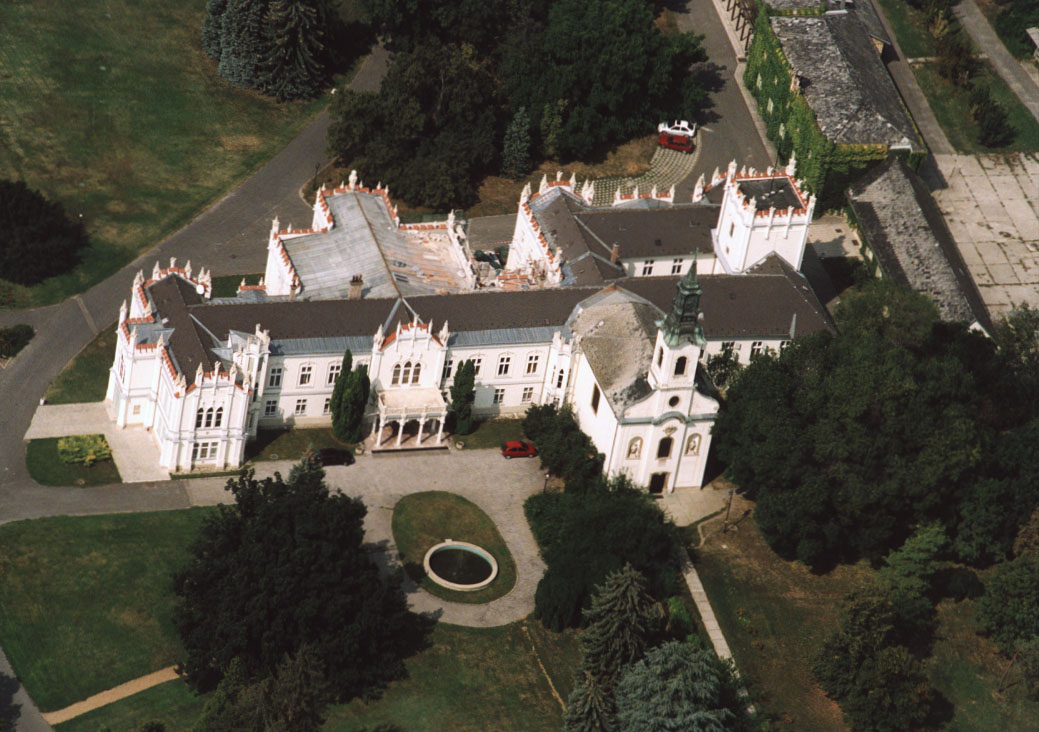

毛爾通瓦沙爾（匈牙利語：Martonvásár）是匈牙利費耶爾州的城鎮，位於該國中部，距離首府塞克什白堡9公里，面積31.25平方公里，2011年人口5,740，其中約一半居民信奉天主教。

## 友好城市
- 法國 圣阿韦坦